# Holly-Night
『Holly-Night』（ホリー・ナイト）は、中村あゆみのミニ・アルバム。1986年12月16日発売。発売元は、マイカルハミングバード。

## 解説
当時発売されたLP盤（18HB-5001）は全5曲のみの収録で、CD盤（25HD-5001以降）には同時期に発売されたシングル「ONE HEART」が追加収録されて全6曲になっており、曲順も若干変更されている。なお、アルバムタイトルは「Holly Night」であるが、タイトル曲の「Holy Night」（Lが少ない）は脱字ではない。

## 収録曲（LP）
作詞・作曲・編曲 高橋研（特記以外）
1. SAVE ME（3:39）
  - 作詞 中村あゆみ・高橋研 作曲 中村あゆみ
  - 本人出演「日立 Lo-D CAR COMPO LAGOON-D」CMソング
2. 赤鼻のトナカイ（2:39）
  - 作詞・作曲 Johny Marks 日本語詞 新田宣夫
3. Holy Night（3:27）
4. New Morning（4:07）
5. Marieの憂鬱（4:49）
  - 作詞 中村あゆみ・高橋研 作曲 中村あゆみ

## 収録曲（CD）
1. SAVE ME（3:39）
2. ONE HEART（4:24）
  - 7thシングル。TBS系『日立 世界・ふしぎ発見!』テーマソング
3. 赤鼻のトナカイ（2:39）
4. Marieの憂鬱（4:49）
5. Holy Night（3:27）
6. New Morning（4:07）